# Atesta minuta
Atesta minuta är en skalbaggsart som beskrevs av Wang 1993. Atesta minuta ingår i släktet Atesta och familjen långhorningar. Inga underarter finns listade.